# Sharplessův katalog
Sharplessův katalog je astronomický katalog 313 oblastí HII (tedy emisních mlhovin), který byl zamýšlen jako ucelený souhrn těchto objektů severně od deklinace −27°. Navíc obsahuje i několik mlhovin jižně od této deklinace. První vydání obsahující 142 objektů zveřejnil americký astronom Stewart Sharpless v roce 1953 (označovaly se Sh1) a druhé závěrečné vydání s 313 objekty zveřejnil v roce 1959.
Katalog obsahuje kromě oblastí HII také několik planetárních mlhovin a pozůstatků supernov.
V roce 1953 se Stewart Sharpless stal pracovníkem astronomické observatoře United States Naval Observatory Flagstaff Station v Arizoně,
kde na snímcích z přehlídky oblohy s názvem Palomar Observatory Sky Survey (POSS) soustavně zkoumal a sepisoval oblasti HII v Mléčné dráze. Na základě tohoto průzkumu sestavil svůj katalog, který vyšel ve dvou vydáních: první vyšlo v roce 1953 a obsahovalo 142 mlhovin,
druhé pak vyšlo v roce 1959 a zahrnovalo 313 mlhovin.
Souřadnice objektů v katalogu se opírají o katalogy Bonner Durchmusterung (BD) a Cordoba Durchmusterung (CD), ale přestože byly souřadnice ve druhém vydání přepočteny na jednotné ekvinokcium 1900, nevzal Sharpless v potaz časovou prodlevu mezi vznikem obou zdrojových katalogů a souřadnice mnoha jižních mlhovin tak obsahují významnou odchylku přesahující jednu úhlovou minutu. Tuto chybu z katalogu odstranili Leo Blitz, Michel Fich a Antony Stark v roce 1982.
Zároveň z katalogu odstranili planetární mlhoviny a pozůstatky supernov a přidali další objevené oblasti HII.
Některé z položek Sharplessova katalogu se vyskytují i v Messierově katalogu, NGC katalogu, Caldwellově katalogu nebo RCW katalogu. Ze stejné doby pochází i Gumův katalog a RCW katalog, ale ty se zabývaly převážně objekty na jižní obloze.

## Příklady
Následující tabulka ukazuje příklad objektů z druhého vydání Sharplessova katalogu (1959). Kliknutím na náhled obrázku se zobrazí větší obrázek a původ obrázku (většinou různí amatérští fotografové nebo ESO, ESA či NASA).
| Sh2 číslo | Běžné jméno              | Obrázek | Další jména a poznámky                                                                   |
| --------- | ------------------------ | ------- | ---------------------------------------------------------------------------------------- |
| 6         | NGC 6302                 |         | Sh2-6, NGC 6302, Bug Nebula, PK 349+01 1, Butterfly Nebula, RCW 124, Gum 60, Caldwell 69 |
| 8         | NGC 6334                 |         | Sh2-8, NGC 6334, ESO 392-EN 009, RCW 127, Gum 64                                         |
| 11        | NGC 6357                 |         | Sh2-11, NGC 6357, RCW 131, Gum 66, mlhovina Válka a mír                                  |
| 25        | Mlhovina Laguna          |         | Sh2-25, Messier 8, RCW 146, Gum 72                                                       |
| 29        | Sh2-29                   |         | Sh2-29                                                                                   |
| 30        | Mlhovina Trifid          |         | Sh2-30, M20, NGC 6514, RCW 147, Gum 76                                                   |
| 45        | Mlhovina Omega           |         | Sh2-45, M17, NGC 6618, Swan Nebula, Omega Nebula, RCW 160, Gum 81                        |
| 49        | Orlí mlhovina            |         | Sh2-49, M16, NGC 6611, RCW 165, Gum 83                                                   |
| 64        | Westerhout 40 (W 40)     |         | Sh2-64, RCW 174                                                                          |
| 101       | Sh2-101                  |         | Sh2-101, Tulip Nebula                                                                    |
| 105       | NGC 6888                 |         | Sh2-105, NGC 6888, Caldwell 27, Crescent Nebula                                          |
| 106       | Sh2-106                  |         | Sh2-106, Celestial Snow Angel                                                            |
| 117       | Mlhovina Severní Amerika |         | Sh2-117, NGC 7000, Caldwell 20                                                           |
| 125       | Mlhovina Kokon           |         | Sh2-125, IC 5146, Caldwell 19                                                            |
| 140       | Sh2-140                  |         | Sh2-140                                                                                  |
| 155       | Sh2-155                  |         | Sh2-155, Caldwell 9, Cave Nebula                                                         |
| 162       | NGC 7635                 |         | Sh2-162, NGC 7635, Bubble nebula                                                         |
| 184       | NGC 281                  |         | Sh2-184, NGC 281, IC 11                                                                  |
| 190       | Mlhovina Srdce           |         | Sh2-190, IC 1805                                                                         |
| 191       | Maffei I                 |         | Sh2-191, Maffei 1, PGC 9892                                                              |
| 197       | Maffei II                |         | Sh2-197, Maffei 2, UGCA 39,PGC 10217,                                                    |
| 199       | Mlhovina Duše            |         | Sh2-199, LBN 667, Soul Nebula, IC 1848 (pouze hvězdokupa)                                |
| 220       | Mlhovina Kalifornie      |         | Sh2-220, NGC 1499                                                                        |
| 229       | IC 405                   |         | Sh2-229, Flaming Star Nebula, Caldwell 31, IC 405                                        |
| 237       | NGC 1931                 |         | Sh2-237                                                                                  |
| 238       | NGC 1555                 |         | Sh2-238, NGC 1555, Hind's Nebula                                                         |
| 244       | Krabí mlhovina           |         | Sh2-244, Messier 1, NGC 1952                                                             |
| 248       | IC 443                   |         | Sh2-248, IC 443, Jellyfish Nebula                                                        |
| 273       | NGC 2264                 |         | Sh2-273, NGC 2264                                                                        |
| 275       | NGC 2237                 |         | Sh2-275, CTB 21, Rosette Nebula, Mlhovina Rozeta                                         |
| 276       | Barnardova smyčka        |         | Sh2-276, Barnard's Loop                                                                  |
| 277       | Mlhovina Plamínek        |         | Sh2-277, NGC 2024                                                                        |
| 279       | Sh2-279                  |         | Sh2-279                                                                                  |
| 281       | Mlhovina v Orionu        |         | Sh2-281, M42, NGC 1976, LBN 974                                                          |
| 297       | Sh2-297                  |         | Sh2-297, Ced 90, LBN 1039                                                                |
| 298       | NGC 2359                 |         | Sh2-298, Thorova helma, Thor's Helmet, Gum 4, Sh2-298, NGC 2359                          |